# Zalesovskij rajon
Lo Zalesovskij rajon (in russo Залесовский район?) è un rajon del kraj dell'Altaj, nella Russia asiatica.